# Klątwa Jessabelle
Klątwa Jessabelle (tytuł oryg. Jessabelle; tytuł roboczy Ghosts) – amerykański film fabularny z 2014 roku, napisany przez Roberta Bena Garanta oraz wyreżyserowany przez Kevina Greuterta. Film miał zostać wydany w styczniu 2014, jednak jego premiera odbyła się w listopadzie tego roku.

## Obsada
- Sarah Snook − Jessie
- Mark Webber − Preston
- David Andrews − Leon
- Joelle Carter − Kate
- Ana de la Reguera − Rosaura
- Amber Stevens − Jessabelle
- Larisa Oleynik − Samantha
- Chris Ellis − szeryf Pruitt
- Brian Hallisay − Mark